# Hancewicze
Hancewicze (biał. Ганцавічы, ros. Ганцевичи) – miasto na Białorusi, stolica rejonu w obwodzie brzeskim. 13,9 tys. mieszkańców (2010).
Siedziba prawosławnego dekanatu hancewickiego oraz dwóch parafii: prawosławnej (pw. św. Tichona Patriarchy Moskiewskiego) i rzymskokatolickiej (pw. Nawiedzenia Najświętszej Maryi Panny). Znajduje tu się stacja kolejowa Hancewicze, położona na linii Równe – Baranowicze – Wilno. W pobliżu miasta położony jest radar (52°51′27″N 26°28′55″E/52,857500 26,481944) stanowiący część rosyjskiego systemu wczesnego ostrzegania.

## Historia
W okresie międzywojennym miejscowość znajdowała się w pow. łuninieckim województwa poleskiego (II Rzeczpospolita). Do 17 września 1939 stanowiła garnizon macierzysty szwadronu kawalerii KOP „Hancewicze”. 
Od września 1939 znalazła się pod okupacją sowiecką, a później od 1941 pod okupacją niemiecką. 10–11 sierpnia 1941 roku żołnierze Brygady Kawalerii SS wymordowali żydowską społeczność Hancewicz, około 2,5 tys. mężczyzn, kobiet i dzieci.
W latach 1945–1991 Hancewicze znajdowały się w Białoruskiej SRR.
W mieście urodzili się:
- gleboznawca prof. Jan Tomaszewski;
- prezydent Nowej Soli (2002-2019) i Senator RP X kadencji Wadim Tyszkiewicz.